# Sylvia Tamale
Sylvia Rosila Tamale est une universitaire ougandaise militante pour les droits humains en Ouganda. Elle a été la première femme doyenne de la Faculté de droit de l'université Makerere, en Ouganda.

## Formation
Tamale a obtenu son Baccalauréat en droit avec distinction de l'université Makerere, sa maîtrise en droit de la Harvard Law School, et son Philosophiæ doctor, en sociologie et en études féministes de l'université du Minnesota en 1997. Tamale a obtenu son diplôme de pratique juridique au Law Development Center, Kampala, en 1990, en arrivant à la tête de sa classe.

## Carrière universitaire
Tamale a été professeure invitée à l'African Gender Institute de l'université du Cap et visiting scholar à l'université du Wisconsin à Madison. En 2003, elle a été critiquée par les conservateurs ougandais pour avoir proposé que les hommes homosexuels et les lesbiennes soient inclus dans la définition de "minorité". Tamale a été doyenne de la Faculté de droit et de jurisprudence à l'université de Makerere à Kampala, en Ouganda, de 2004 à 2008.

## Prix et distinctions
De 1993 à 1997, Tamale a reçu une Bourse Fulbright-MacArthur pour poursuivre ses études à Harvard. En 2003, elle a remporté le prix "University of Minnesota Award for International Distinguished Leadership " pour son travail à l'université. En 2004, elle a reçu le Akina Mama wa Afrika Award. En 2004, elle a été honorée par plusieurs organisations de femmes en Ouganda pour sa défense des droits humains.
Le 28 octobre 2016, elle devient la première femme professeure à donner une leçon inaugurale à l'université de Makerere. Sa conférence était intitulée La nudité, les protestations et la loi et inspirée en partie par la protestation de Stella Nyanzi à l'université. Dans son discours, Tamale a appelé à une révision des lois de l'Ouganda qui sont discriminatoires à l'égard des femmes.

## Quelques publications
- 1999 : When Hens Begin To Crow: Gender and Parliamentary Politics in Uganda[12]
- 2006 : "African Feminism: How Should We Change?"[13]
- 2011 : editor, African Sexualities: A Reader[14]